# Humor Risk
Humor Risk è un cortometraggio del 1921 diretto da Richard Smith; è il primo film interpretato dai Fratelli Marx, ma non fu mai distribuito nelle sale.

## Trama
Della trama del film si conoscono pochi dettagli. Harpo interpreta il ruolo di un investigatore di nome Watson, Groucho compare nel ruolo del cattivo, con Chico come braccio destro, e Zeppo nel ruolo del playboy. Il titolo fa ironicamente riferimento a Humoresque, film del 1920 di Frank Borzage.

## Distribuzione
Nell'ambiente cinematografico Humor Risk viene definito un film perduto. La copia del film non è mai stata trovata e al riguardo si sono fatte varie ipotesi. Una di queste è che la pellicola sia stata buttata via per errore subito dopo la prima, e unica, proiezione. La seconda, invece, vuole che Groucho abbia preso la pellicola e l'abbia bruciata, perché insoddisfatto della qualità del film.
Durante un'intervista con Richard J. Anobile, autore del libro The Marx Bros. Scrapbook, questi chiese a Groucho del film e lui rispose "Dimenticatene" e in seguito, dopo avergli chiesto che ruolo dovesse avere, lui rispose "Non ne ho la più pallida idea".